# Međeđe
Međeđe este un sat din comuna Nikšić, Muntenegru. Conform datelor de la recensământul din 2003, localitatea are 13 locuitori (la recensământul din 1991 erau 14 locuitori).

## Demografie
În satul Međeđe locuiesc 9 persoane adulte, iar vârsta medie a populației este de 39,4 de ani (37,8 la bărbați și 40,2 la femei). În localitate sunt 4 gospodării, iar numărul mediu de membri în gospodărie este de 3,25.
Această localitate este populată majoritar de sârbi (conform recensământului din 2003).
|  |

| Demografie | Demografie | Demografie |
| An         | Locuitori  | Locuitori  |
| ---------- | ---------- | ---------- |
|            |            |            |
|            |            |            |
|            |            |            |
|            |            |            |
| 1948       | 137        |            |
| 1953       | 115        |            |
| 1961       | 116        |            |
| 1971       | 64         |            |
| 1981       | 24         |            |
| 1991       | 14         | 14         |
| 2003       | 13         | 13         |

| \| Componența etnică conform recensământului din 2003[2] \| Componența etnică conform recensământului din 2003[2] \| Componența etnică conform recensământului din 2003[2] \| Componența etnică conform recensământului din 2003[2] \| Componența etnică conform recensământului din 2003[2] \| \| ----------------------------------------------------- \| ----------------------------------------------------- \| ----------------------------------------------------- \| ----------------------------------------------------- \| ----------------------------------------------------- \| \| \| \| \| \| \| \| Sârbi \| Sârbi \| \| 9 \| 69,23% \| \| Muntenegreni \| Muntenegreni \| \| 4 \| 30,76% \| \| necunoscută \| necunoscută \| \| 0 \| 0% \| |              |  |   |        |
| Componența etnică conform recensământului din 2003 |              |  |   |        |
| |              |  |   |        |
| Sârbi | Sârbi        |  | 9 | 69,23% |
| Muntenegreni | Muntenegreni |  | 4 | 30,76% |
| necunoscută | necunoscută  |  | 0 | 0%     |